# Horatio Walpole, 1:e earl av Orford
Horatio Walpole, 1:e earl av Orford, född den 12 juni 1723, död den 24 februari 1809, var en brittisk whigpolitiker.
Walpole var äldste son och arvinge till den 1:e baron Walpole. År 1747 blev han invald i underhuset för King's Lynn och höll den platsen till 1757 när han ärvde faderns titel. År 1797 ärvde han det äldre baroniet Walpole från sin kusin, den 4:e earlen av Orford och blev själv upphöjd till earl av Orford 1806. 
Den  12 maj 1748  hade Walpole gift sig med lady Rachel Cavendish (1727–1805), tredje dotter till William Cavendish, 3:e hertig av Devonshire, och efter hans död gick titlarna över till deras äldste son, Horatio.